# Juletræet (årsskrift)
 For alternative betydninger, se Juletræet. (Se også artikler, som begynder med Juletræet)
Juletræet er et årsskrift, som eventyrfortælleren Peter Christen Asbjørnsen udgav i årene 1850, 1851, 1852 og 1866. Der var også planer om at følge op på serien med flere udgaver i både 1867 og 1868, men disse blev der aldrig noget af. Istede offentliggjorde Asbjørnsen en ny samling af Norske Folke-Eventyr, samt genudgivelser af Norske Huldre-Eventyr og Folkesagn.
I 2008 tog dog Asbjørnsenselskapet op aktiviteten med at publicere Juletræet som sit specielle årsskrift.

## Juletræet. Asbjørnsenselskapets årsskrift
- Peter Christen Asbjørnsen: Erindringer fra Egypt 1849-1850. Med akvareller av Hans Johan Frederik Berg. [Bogen har forordet «P. Chr. Asbjørnsen på tokt til Middelhavet» af Jorunn Vandvik Johnsen og artiklen «Akvarellmaleren Hans Johan Frederik Berg (1813-1874) fra Nesna til Nilen» af Ann Falahat.] Juletræet. Asbjørnsenselskapets årsskrift nr. 1. Oslo 2008. ISBN 978-82-997953-0-2 [Ny, revideret udgave, 2021. ISBN 978-82-93783-03-9]
- Fire Eventyr, fortalte af Peter Christen Asbjørnsen [og Jørgen Moe]. Illustrerede af Nils Wiwel [Bogen har forord «Om Nils Wiwel og hans bokillustrasjoner» av Bjørn Ringstrøm, og Erik Henning Edvardsen har skrevet efterordet «Merknader til eventyrtypene – varianter og motiv» med videnskabelige kommentarer til hvert af eventyrene.] Juletræet. Asbjørnsenselskapets årsskrift nr. 2. Oslo 2009. ISBN 978-82-997953-1-9
- Minner om Peter Christen Asbjørnsen – slik så samtiden ham. Juletræet. Asbjørnsenselskapets årsskrift nr. 3. Oslo 2010. ISBN 978-82-997953-2-6
- Henning Østberg: Asbjørnsen og Moes eventyr og sagn. En bibliografi. Juletræet. Asbjørnsenselskapets årsskrift nr. 4. Oslo 2011. ISBN 978-82-997953-3-3
- Erik Henning Edvardsen (red.): En dør til Asbjørnsen og hans verden. Juletræet. Asbjørnsenselskapets årsskrift nr. 5, Norsk Folkeminnelags skrifter nr. 166 / Aschehoug & Co. (W. Nygaard), Oslo 2012. ISBN 978-82-03-35296-6
- Henning Østberg (red.): Moe og Asbjørnsen En vennebok til 200-års jubileet for Jørgen Moe 1813-2013. Juletræet. Asbjørnsenselskapets årsskrift nr. 6. Oslo 2013. ISBN 978-82-997953-4-0
- Henning Østberg (red.): Troll kan tegnes. Folkeeventyrene i Asbjørnsens ord og Kittelsens bilder. Juletræet. Asbjørnsenselskapets årsskrift nr. 7. Oslo 2014. ISBN 978-82-997953-5-7
- Erik Henning Edvardsen: Huldreland - sunkne øyer daget opp av havet -. En studie i P. Chr. Asbjørnsens Skarvene fra Udrøst, et Eventyrsagn fra Nordlandene. Juletræet. Asbjørnsenselskapets årsskrift nr. 8. Oslo 2015. ISBN 978-82-997953-6-4
- Erik Henning Edvardsen og Jorunn Vandvik Johnsen: Det var en gang - Asbjørnsen i Christiania. Juletræet. Asbjørnsenselskapets årsskrift nr. 9. Oslo 2016. ISBN 978-82-997953-7-1
- Erik Henning Edvardsen: Peter Christen Asbjørnsen på samlerferd til Østerdalen i 1851. «... de egentlig dybe Skovbygder med tilstødende Sætermarker og Fjeldvidder i sit Skjød». Juletræet. Asbjørnsenselskapets årsskrift nr. 10. Oslo 2017. ISBN 978-82-997953-8-8
- Jorunn Vandvik Johnsen og Henning Østberg: Fra Eros og Psyche til Kvitebjørn Kong Valemon. Juletræet. Asbjørnsenselskapets årsskrift nr. 11. Oslo 2018. ISBN 978-82-997953-9-5
- Erik Henning Edvardsen: Sagnsamleren og hans ambassadør – Andreas Faye og Peter Christen Asbjørnsen – folkoristikkens pionerer i Norge. Del 1. Juletræet. Asbjørnsenselskapets årsskrift nr. 12. Oslo 2019. ISBN 978-82-93783-00-8
- Erik Henning Edvardsen: Sagnsamleren og hans ambassadør – Andreas Faye og Peter Christen Asbjørnsen – folkoristikkens pionerer i Norge. Del 2. Juletræet. Asbjørnsenselskapets årsskrift nr. 13. Oslo 2020. ISBN 978-82-93783-01-5
- Henning Østberg: Kunstneren og hans oppdragsgiver. Marcus Grønvold og Peter Christen Asbjørnsen. Juletræet. Asbjørnsenselskapets årsskrift nr. 14. Oslo 2021. ISBN 978-82-93783-02-2